# Laila Himle
Laila Himle (født 21. juni 1991) er en norsk fodboldspiller. Hun har tidligere spillet forsvar for Fortuna Hjørring i Elitedivisionen.